# Samoanisches Pfund
Das Samoanische Pfund (englisch Western Samoan pound) war von 1914 (Besetzung durch Neuseeland zu Beginn des Ersten Weltkriegs) bis zur Umstellung auf den Samoanischen Tālā im Jahr 1967 die gültige Landeswährung in Samoa. Wie das britische Pfund war das samoanische Pfund in 20 Shilling zu je 12 Pence unterteilt. Münzen wurden keine geprägt, sondern aus England und später aus Neuseeland eingeführt. Als Neuseeland 1967 das Dezimalsystem einführte und dabei auch das Pfund durch den Dollar ersetzte, folgte Samoa diesem Schritt und führte den Tālā ein, wertgleich mit dem neuseeländischen Dollar.